# Nian gao
El nian gao o niangao (en xinès simplificat: 粘糕 o 年糕; literalment "pastisset enganxós" o "pastís de l'any"), també conegut a Occident com "pastís d'arròs", o pastís de l'Any Nou Xinès, és un dolç tradicional de la Xina.
Es prepara amb arròs glutinós i s'empra com a ingredient en la cuina xinesa. Es venen en supermercats asiàtics tot l'any, però tradicionalment es mengen per l'Any Nou Xinès.
Tot i que hi ha moltes varietats, la recepta és força general: l'arròs glutinós cuinat es mol en una pasta, i depenent de la varietat pot ser que simplement es modele en una forma o es cuine una altra vegada.
El nian gao té moltes subvarietats. L'estil de Xangai és el que té la textura de xiclet. Es ven de diferents maneres i es cuina en un wok o s'afegeix a la sopa. Una altra varietat és l'estil dolç cantonès que s'endolceix amb sucre roig que li dona un color daurat encara que de vegades s'endolceix amb sucre blanc per a mantenir el color blanc de l'arròs. La pasta s'aboca en un paella especial i es cou al vapor. Es pot menjar així, i té una teixidura similar a la del formatge, o es pot fregir en una paella per a daurar-lo. Una altra varietat és un púding dolç i enganxós fet amb farina d'arròs glutinós i sucre bru al qual se li dona sabor amb aigua de roses o pasta de mongetes roges. Es cuina al vapor fins que es solidifica i se serveix en llesques gruixudes.
Corea i el Japó tenen aliments d'arròs glutinós molt coneguts com el tteok i el mochi, respectivament.